# Johann Bartholomäus von Siebold

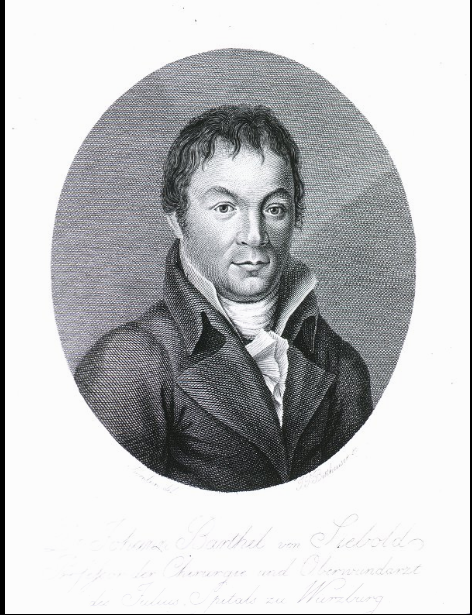
Johann Bartholomäus von Siebold (Kupferstich von Johann Pleikard Bitthäuser)

Johann Bartholomäus Siebold, genannt auch (Johann) Barthel Siebold, ab Oktober 1801 von Siebold (* 3. Februar 1774 in Würzburg; † 28. Januar 1814 ebenda) war ein deutscher Chirurg sowie Professor für Anatomie und Chirurgie an der Universität Würzburg.

## Familie
Johann Bartholomäus „Barthel“ Siebold war der dritte Sohn des Würzburger Chirurgie-Professors Carl Caspar Siebold und dessen Ehefrau Veronica Siebold, geborene Stang.
Barthel Siebold war verheiratet mit Margarethe Schmitt (1779–1849) und hatte drei Söhne (ein weiterer starb jung) und zwei Töchter (eine weitere starb jung):
- (Johann Elias) Gottfried  (* 11. September 1802 in Würzburg; † 4. Juni 1866 ebenda),[1] Anatom, ab 1829 Prosektor am Anatomischen Institut der Universität in Würzburg
- Gustav (1804–1810)
- Rudolf (1813–1873), praktischer Arzt in Uffenheim, Kreisphysikus in Scheinfeld
- Maria (Mina) (1800–1860) ⚭ Philipp Keller (1797–1862), Sekretär am bayerischen Oberappellationsgericht
- Caroline (1812–1868) ⚭ Karl Stang (1804–1851),  bayerischer Rentamtmann in Klingenberg

## Leben und Wirken
Nach Abschluss des Gymnasiums in Würzburg und einem im Wintersemester 1789/1790 begonnenen zweijährigen Grundstudium an der Philosophischen Fakultät studierte Johann Barthel Siebold Medizin zunächst in Würzburg, wo er bei seinem Vater Vorlesungen in Anatomie und Chirurgie besuchte und bei seinem älteren Bruder (Georg) Christoph Siebold, der 1790 seine Antrittsvorlesung gehalten hatte, Diätetik und Physiologie. Danach setzte er sein Studium fort in Göttingen und ab 1793 in Jena (wo Justus Christian Loder, Christian Gottfried Gruner, der Gynäkologe Johann Christian Stark und Christoph Wilhelm Hufeland zu seinen Lehrern gehörten und wohin ihm sein jüngerer Bruder Adam Elias Siebold folgte). Zudem besuchte er das Philosophiekolleg von Johann Gottlieb Fichte und Vorlesungen zur Literaturgeschichte. Dadurch, dass er und sein Bruder 1796 nach Franken zurückkehren mussten, um ihrem Vater nach der Schlacht um Würzburg im September des Jahres während des französisch-deutschen Krieges bei der Verwundetenversorgung zu helfen, erfolgte die Promotion bei Loder erst im Jahr 1797. Für die Dissertation legte er an zwei Leichen die Gefäße und Nerven der Ohrspeicheldrüsen frei und ließ sie auf zwei Kupfertafeln darstellen.
Nach einer Studienreise nach Berlin, wo er am Collegium medico-chirurgicum Johann Gottlieb Walter und an der Charité Christian Ludwig Mursinna aufsuchte, wurde er in Würzburg Chirurg am Würzburger Universitätskrankenhaus Juliusspital und dort (seinem ihn vorschlagenden Vater als Gehilfen dienenden und später diesem nachfolgend) bereits im April 1797 außerordentlicher Professor der Anatomie und theoretischen Chirurgie. 1797/1798 hielt er seine erste Vorlesung in pathologischer Anatomie (Anatomie des krankhaften Baues des menschlichen Körpers), leitete von da an bis 1800/1801 anatomische Demonstrationen (unterstützt vom Prosektor Adam Kaspar Hesselbach) und übernahm ab Januar 1798, nach dem Tod seines Bruders Christoph, dessen Vorlesungen in Physiologie. Von 1797 bis 1803 wirkte er, wie sein Vater ab 1769, als Anatomieprofessor und unterrichtete in Allgemeiner und Pathologischer Anatomie. Im Jahr 1799 wurde er Schriftleiter der Publikation Neue Würzburger Gelehrten Anzeigen.
Im Jahr 1800 wurde er in die Medizinische Fakultät bzw. in den Senat der Würzburger Universität aufgenommen, nachdem er im November 1800 eine gefeierte Rede über die Bedeutung der (pathologischen) Anatomie für die (praktische) Chirurgie gehalten hatte. Als Chirurg befasste er sich wie sein Vater auch mit urologischen (vor allem der Entfernung von Harnblasensteinen dienenden) und augenärztlichen Operationen. Zur Durchführung insbesondere von Staroperationen richtete er 1802/1803 formal ein „Clinikum für Augenkrankheiten“ ein. Die Lehrfächer Anatomie und Chirurgie wurden 1803 getrennt und Siebold erhielt den Lehrstuhl für Chirurgie. Von 1803 bis zu seinem Tod war Barthel von Siebold, wie sein Vater von 1769 bis 1807, Ordinarius für Chirurgie, anfänglich damit beauftragt, gemeinsam mit seinem Vater, der Ende 1803 bereits nicht mehr operierte, die Leitung der Chirurgischen Klinik zu übernehmen, ließ er 1803 einen zeitgemäßen Operationssaal nach Plänen des bayerischen Hofarchitekten Andreas Gärtner einrichten. Seine Nachfolge in der Anatomie trat Johann Friedrich Fuchs an. In Würzburg plante Johann Bartholomäus von Siebold eine „Teutsche Akademie der Chirurgie“, die, da Deutschland keine eigentliche Hauptstadt habe, ihren Sitz in Würzburg im Mittelpunkt des Landes haben sollte, ein Projekt, das – nachdem es ab 1806 keinen Kaiser des Heiligen Römischen Reiches Deutscher Nation mehr gab – nicht verwirklicht wurde. Nach dem Tod seines Vaters im April 1807 wurde Johannes Bartholomäus von Siebold offiziell vom Großherzog in der bislang unentgeltlich ausgeführten Stelle des „Oberwundarztes“ bestätigt.
Gerabek schreibt: „Er machte sich besonders verdient auf den Gebieten der Augenoperationen, des Blasensteinschnittes, der chirurg. Instrumentenkunde, des med.-chirurg. Unterrichtswesens sowie bei der Versorgung Verwundeter. Er modernisierte und erweiterte die chirurg. Abteilung des Juliusspitals“.
Den ersten Band der von ihm herausgegebenen kurzlebigen chirurgischen Fachzeitschrift Chiron widmete Siebold dem Universitätskurator Friedrich Karl von Thürheim. Von Siebold stammt eine in Rudolstadt erschienene Sammlung seltener und auserlesener chirurgischer Beobachtungen und Erfahrungen deutscher Ärzte und Wundärzte. Neben dem Studentenunterricht und der Besorgung der Medizinischen Klinik hielt er am Juliusspital auch Unterrichtsveranstaltungen für Militärärzte ab. Er verfasste, nachdem er bereits zuvor über die Chirurgische Klinik des Juliusspitals von 1798 bis 1811 sowie in der Medicinisch-chirurgischen Zeitung 1813 über seine während der Napoleonischen Kriege dort gesammelten feldchirurgischen Erfahrungen berichtet hatte, das 1814 bei Stahel in Würzburg erschienene Werk Geschichte und gegenwärtige Einrichtung des Chirurgischen Clinicums im Julius-Spitale zu Würzburg. 1808 gab er in Würzburg Artistisch-Literarische Blätter von und für Franken heraus. Sein zur Herausgabe im Verlag von Ludwig Palm (1772–1837) in Erlangen geplantes Anatomisches Taschenbuch für Ärzte und Wundärzte zum Gebrauch bei Zergliederungen des menschlichen Körpers blieb unausgeführt. Im Jahr 1812 wurde von Siebold Dekan der Medizinischen Fakultät und zu einem der zwölf Direktoren des neugegründeten Vaterländischen ärztlichen Kunstvereins gewählt, für dessen Präsidium Hufeland gewonnen wurde.
Barthel von Siebold, der sich 1813 als Stabswundarzt der Landwehr gemeldet hat, starb 1814 am „Lazarettfieber“, das ist vermutlich der auch als „Nervenfieber“ und Fleckfieber bezeichnete Flecktyphus gewesen, mit dem er sich wahrscheinlich bei der Behandlung von Kranken im Kriegslazarett Himmelspforten infiziert hatte. Durchziehende Heere und zahlreiche Verwundete in den Lazaretten trugen 1813/1814 zur Ausbreitung von Epidemien bei.
Sein Nachfolger am Juliusspital als Oberwundarzt und Lehrstuhlinhaber für Chirurgie wurde 1814 (zunächst provisorisch) der in Würzburg geborene und als Chirurgengehilfe im Juliusspital und dort, nachdem er ein Zeugnis vom Göttinger Geburtshelfer Friedrich Benjamin Osiander vorweisen konnte, ab 1806 als außerordentlicher Professor für Chirurgie und Geburtshilfe tätig gewesene Georg Anton Markard (1775–1816), ein glühender Verehrer Schellings. Zu Siebolds Assistenten an der Chirurgischen Klinik gehörten unter anderem Vinzenz Adelmann und der spätere praktische und Augenarzt Christian Eustach Muck (1778–1858).

## Ehrungen
Am 15. Mai 1804 wurde Johann Barthel von Siebold zum Mitglied (Matrikel-Nr. 1026) der Deutschen Akademie der Naturforscher Leopoldina gewählt und erhielt dort den Beinamen „Herophilus VI.“

## Schriften (Auswahl)
- Nachricht von dem chirurgischen Clinikum am Julius-Spitale zu Würzburg. In: Beylage zu den Neuen Würzburger Gelehrten Anzeigen 12–13 v. 26.4.1800. 1800, S. 96–100 (betrifft den Zeitraum von Oktober 1798 bis März 1799).
- als Hrsg.: Chiron. Eine der theoretischen, praktischen, literarischen und historischen Bearbeitung der Chirurgie gewidmete Zeitschrift. Band 1–3. E. Seidel, Nürnberg/Sulzbach 1805–1813. (Digitalisat).
- als Hrsg.: Sammlung seltener und auserlesener chirurgischer Beobachtungen und Erfahrungen deutscher Ärzte und Wundärzte. Band 2. Klüger’sche Buchhandlung, Rudolstadt 1807.
- Carl Caspar von Siebold’s Leben und Verdienste. Entworfen mit Verehrung, Liebe und Dankbarkeit von dem nächsten seiner zahlreichen Schüler. Bonitas, Würzburg 1807.
- als Hrsg.: Artistisch-Literarische Blätter von und für Franken. Würzburg 1808.
- Summarischer Bericht von den Ereignissen in der Chirurgischen Klinik am großherzoglichen Julius-Spitale zu Würzburg im Jahre 1810. In: Neue Fränkisch-Würzburgische Chronik. Band 6, 1811, S. 245–251.
- Summarischer Bericht von den Ereignissen in der Chirurgischen Klinik am großherzoglichen Julius-Spitale zu Würzburg im Jahre 1811. In: Medicinisch-Chirurgische Zeitung Salzburg. 1812, II, S. 13 ff.; für 1812 ebenda S. 183 ff.
- Einige Erinnerungen an Militär-Wundärzte über die wichtigsten Momente, welche bey Amputationen und beym Verband beherzigte zu werden verdienen. In: Medicinisch-chirurgische Zeitung. Band 1, 1813, S. 413–422.
- Geschichte und gegenwärtige Einrichtung des Chirurgischen Clinicums im Julius-Spitale zu Würzburg. Stahel, Würzburg 1814 (Digitalisat).